# Trichophysetis
Trichophysetis is een geslacht van vlinders uit de familie van de grasmotten (Crambidae), uit de onderfamilie van de Glaphyriinae. De wetenschappelijke naam van dit geslacht is voor het eerst voorgesteld door Edward Meyrick in een publicatie uit 1884. Meyrick beschreef ook de eerste soort uit het geslacht, Trichophysetis neophyla, die als typesoort is aangeduid.

## Soorten
- T. acutangulalis Hampson, 1903
- T. apicefulva (Hampson, 1916)
- T. apiciferalis (Walker, 1866)
- T. aurantidiscalis Caradja, 1934
- T. bipunctalis Caradja, 1925
- T. cataracta D. J. L. Agassiz, 2022
- T. collinsi D. J. L. Agassiz, 2022
- T. cretacea (Butler, 1879)
- T. crocoplaga Lower, 1903
- T. diplogrammalis (Hampson, 1906)
- T. drancesalis (Walker, 1859)
- T. duplifascialis Hampson, 1891
- T. ethiopica D. J. L. Agassiz, 2022
- T. flavimargo (Warren, 1897)
- T. foveolatae D. J. L. Agassiz, 2022
- T. fulvifusalis Lower, 1903
- T. fulviplaga (Hampson, 1916)
- T. fumilauta (Warren, 1896)
- T. gracilentalis (Swinhoe, 1890)
- T. hampsoni South, 1901
- T. melalophalis (Hampson, 1906)
- T. metamelalis Hampson, 1899
- T. microspila (Meyrick, 1894)
- T. minutalis (Hampson, 1906)
- T. mossi D. J. L. Agassiz, 2022
- T. neophyla Meyrick, 1884
- T. nesias (Meyrick, 1886)
- T. nigricincta Hampson, 1893
- T. nigridiscalis Warren, 1895
- T. nigripalpis (Warren, 1896)
- T. obnubilalis (Christoph, 1881)
- T. poliochyta Turner, 1911
- T. preciosalis (Guillermet, 1996)
- T. pulchella (Hampson, 1916)
- T. pygmaealis (Warren, 1896)
- T. rufoterminalis (Christoph, 1881)
- T. samueli D. J. L. Agassiz, 2022
- T. simplalis (Snellen, 1890)
- T. trilinealis D. J. L. Agassiz, 2022
- T. umbrifusalis Hampson, 1912
- T. vumbensis D. J. L. Agassiz, 2022
- T. whitei Rebel, 1906
- T. zariensis D. J. L. Agassiz, 2022